# Диас, Эрнан (писатель)
Эрнан Диас (род. 1973, Буэнос-Айрес) — аргентино-американский писатель. Его роман «Доверие» (2023) был удостоен Пулитцеровской премии за художественную книгу, роман 2017 года «Вдали» стал финалистом той же Пулитцеровской премии, а также получил премию ПЕН/Фолкнер.

## Биография
Диас родился в Буэнос-Айресе. Когда ему было два года, его семья переехала в Швецию после военного переворота, но в 1983 году снова вернулась в Аргентину после восстановления демократии. Диас заинтересовался писательством в раннем возрасте и даже «притворялся», что пишет, показывая родителям свои «истории». Получив степень лиценциата по литературе (Licenciatura en Letras) в Университете Буэнос-Айреса, Диас переехал в Лондон, чтобы получить степень магистра в Королевском колледже Лондона.
В 1999 году Диас переехал в Нью-Йорк для получения дополнительного образования. В Нью-Йоркском университете он получил степень доктора философии.
Живёт в Бруклине с женой и дочерью.
Диас получал стипендии от Центра учёных и писателей Каллмана при Нью-Йоркской публичной библиотеке, Центра Белладжио Фонда Рокфеллера и др.
Диас опубликовал два романа, которые были изданы более чем на 20 языках. Его эссе и рассказы публиковались в журналах The Paris Review, Granta, Playboy, The Yale Review и McSweeney’s.
Книга «Борхес, между историей и вечностью» была опубликована 2 августа 2012 года. В книге рассматриваются «ключевые аспекты творчества Борхеса — взаимная детерминация политики, философии и литературы; одновременно ограничивающая и освобождающая природа языка; зарождающаяся программа создания литературы Северной и Южной Америки».
Книга «Вдали» вышла 10 октября 2017 года. Publishers Weekly, Feminist Press, PANK, и The Paris Review назвали её одной из лучших книг 2017 года, а Literary Hub — одним из «20 лучших романов десятилетия».
В 2019 году стал лауреатом премии Уайтинга, которая вручается «в размере 50 000 долларов десяти начинающим писателям художественной, нехудожественной, поэтической и драматической литературы». Премия присуждается «на основе критериев достижений в начале карьеры и обещания превосходных литературных работ в будущем».
Книга «Доверие» была опубликована 3 мая 2022 года и была удостоена премии Kirkus Prize 2022 года и Пулитцеровской премии за художественную книгу 2023 года, а также вошла в лонг-лист Букеровской премии 2022 года и была названа одной из «10 лучших книг 2022 года» по версии The Washington Post и The New York Times.
Помимо писательской деятельности, он является заместителем директора Испаноязычного института латиноамериканских и иберийских культур при Колумбийском университете и занимает должность главного редактора испаноязычного журнала Revista Hispánica Moderna.

## Награды
Роман «Вдали» получил следующие награды:
- First Novelist Award (2018)
- New American Voices Award (2018)
- Финалист премии PEN/Faulkner Award for Fiction (2018)
- Prix Page America Award (2018)
- Финалист Пулитцеровской премии за художественную книгу (2018)
- Международная премия Уильяма Сарояна за художественную книгу (2018)